# Приоло-Гаргалло
Приоло-Гаргалло (итал. Priolo Gargallo) — коммуна в Италии, располагается в регионе Сицилия, подчиняется административному центру Сиракуза.
Население составляет 11 752 человека, плотность населения составляет 206 чел./км². Занимает площадь 57,58 км². Почтовый индекс — 96010. Телефонный код — 0931.
Покровителем коммуны почитается святой Ангел-Хранитель (Angelo Custode). Праздник ежегодно празднуется 2 октября.